# Himenij
Himenij je sloj tkiva plodnog tijela gljive gdje se stanice razvijaju u bazidije ili askus, koje stvaraju spore. Kod nekih vrsta sve stanice himenija se razviju u bazidije ili askus, a kod drugih se stanice razviju u sterilne stanice koje se zovu cistide ili parafize. Cistide su često važne za identifikaciju pomoću mikroskopa. Podhimenij se sastoji od hifa iz kojih rastu himenijske spore. 
Pozicija himenija je tradicionalno prva karakteristika koja se koristi u klasifikaciji i identifikaciji gljiva. Ovdje su neki primjeri himenija kod različitih gljiva:
- Kod gljiva poput muhara, blagvi i sl. himenij je na vertikalnom licu listića.
- Kod gljiva poput vrganja, himenij je spužvasta masa od cjevčica koje su okrenute prema dolje.
- Kod puhara himenij je unutar gljive.
- Kod gljiva poput strška razvija se unutar gljive, a onda se pokaže u obliku tekućine odvratnog mirisa.
- Kod zdjeličarki, nalazi se na konkavnoj površini zdjelice.
- Kod gljiva koje se obično nazivaju "grive" (npr. žuta griva, blijeda griva), raste izvana na iglicama sličnim zubima.

## Galerija
- Listići muhare.
- Suillus luteus s cjevčicama.
- Golema puhara ima himenij u unutrašnjosti.
- Stršak
- Sarcocypha austriaca
- Polyporus alveolaris